# Banka Klotik
Koordinaten: 67° 39′ S, 45° 45′ O
Die Banka Klotik (Transkription von russisch Банка Клотик) ist eine Bank vor der Küste des ostantarktischen Enderbylands. Sie liegt unmittelbar westlich der Thala Hills in der Issledovateley Strait zwischen den Myall-Inseln und Kap Gaudis.
Russische Wissenschaftler benannten sie. Der weitere Benennungshintergrund ist nicht überliefert.